# William Lawrie
William Bill Lawrie (Brisbane, 25 d'agost de 1934 - 24 d'octubre de 1997) va ser un ciclista australià que competí en carretera i en pista.

## Palmarès en ruta
- 1963
  - 1r al Herald Sun Tour
- 1969
  -  Campió del Regne Unit en ruta

### Resultats al Tour de França
- 1967. Abandona (13a etapa)

## Palmarès en pista
- 1961
  - 1r als Sis dies de Bendigo (amb Vic Browne)
- 1964
  - 1r als Sis dies de Launceston (amb Peter Panton)
- 1965
  - 1r als Sis dies de Melbourne (amb Piet van der Touw)